# Alternative Press Music Award for Best Underground Band
Der Alternative Press Music Award for Best Underground Band, auf Deutsch „Alternative Press Music Award für die beste Underground-Band“ ist ein Musikpreis, der seit 2015 bei den jährlich stattfindenden Alternative Press Music Awards verliehen wird. Ausgezeichnet werden Künstler, die nach Meinung der Leser des Alternative Press große Bedeutung in der Underground-Musikszene besitzen und das Zeug haben in der Zukunft bekannter zu werden. Bisher erhielten zwei Künstler jeweils eine Auszeichnung in dieser Kategorie.

## Hintergrund
Am 24. April 2014 verkündete das US-amerikanische Musikmagazin Alternative Press, welches sich auf Punk, Hardcore und deren Subgenres spezialisiert hat, die erstmalige Verleihung der Alternative Press Music Awards. Begründet wurde dies damit, „dass das Alternative Press bereits seit 30 Jahren die führende Stimme in dieser Musik und dem Lebensstil sei und man nun endlich eine Nacht habe, um diesen zu zelebrieren.“
Die erste Awardverleihung fand am 21. Juli 2014 im Rock and Roll Hall of Fame Museum in Cleveland, Ohio statt. Die Leser des Musikmagazins konnten zunächst in zwölf Kategorien für ihre Favoriten stimmen, welche zuvor vom Magazin nominiert wurden. Die Kategorie für die Beste Underground-Band wurde allerdings erst bei der zweiten Preisverleihung eingeführt, zusammen mit dem Preis für das Beste Musikvideo und dem Fandom-of-the-Year-Award. Im ersten Jahr gewann die US-amerikanische Melodic-Hardcore-Band Being as an Ocean diese Auszeichnung. Bei der zweiten Vergabe erhielt die Gruppe Too Close to Touch die Ehrung in dieser Kategorie.

## Statistik
Die Auszeichnung ging bisher bei zwei Verleihungen an zwei verschiedene Künstler. Beide bisherigen Preisträger, Being as an Ocean und Too Close to Touch kommen aus den Vereinigten Staaten.

## Gewinner und Nominierte Künstler

### Seit 2015
| Jahr               | Künstler / Band    | Nationalität       | Weitere nominierte Künstler                                               | Bilder der Künstler                         |
| ------------------ | ------------------ | ------------------ | ------------------------------------------------------------------------- | ------------------------------------------- |
| 2015 22. Juli 2015 | Being as an Ocean  | Vereinigte Staaten | - The Hotelier - Knuckle Puck - Major League - State Champs - Tigers Jaw  | Joel Quartuccio von Being as an Ocean, 2015 |
| 2016 18. Juli 2016 | Too Close to Touch | Vereinigte Staaten | - Cane Hill - Creeper - Moose Blood - ROAM - Tiny Moving Parts            |                                             |
| 2017 17. Juli 2016 | Silent Planet      | Vereinigte Staaten | - Broadside - Knocked Loose - Movements - Palaye Royale - With Confidence |                                             |